# 囧
囧 (pinyin : jiǒng) est un hanzi (caractère chinois) signifiant « luminosité ».
Son Unicode est 56E7.
Il est également utilisé en chinois depuis 2008 comme émoticône.
En japonais, 囧 signifie « fenêtre », C'est un kanji composé de 7 traits et fondé sur 囗. Il fait partie des kyōiku kanji et est étudié en 2e année.
Il se lit けい ou きょう en lecture on et あきらか en lecture kun.

## Historique

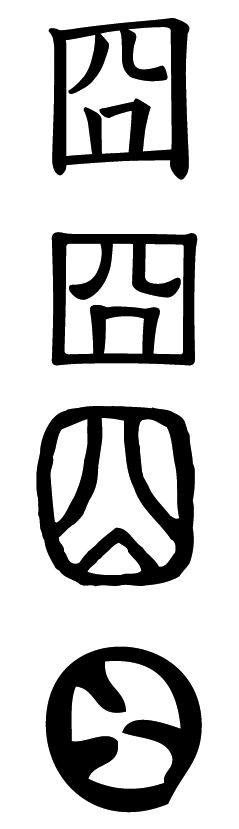
Évolution du caractère depuis l'écriture ossécaille (en bas) à nos jours.